# Marigüitar
Marigüitar – miasto w Wenezueli, w stanie Sucre, nad Morzem Karaibskim.